# Asajaya
Huyện Asajaya là một huyện thuộc bang Sarawak của Malaysia. Huyện Asajaya có dân số thời điểm năm 2010 ước tính khoảng 31318 người.